# Evita Capitana

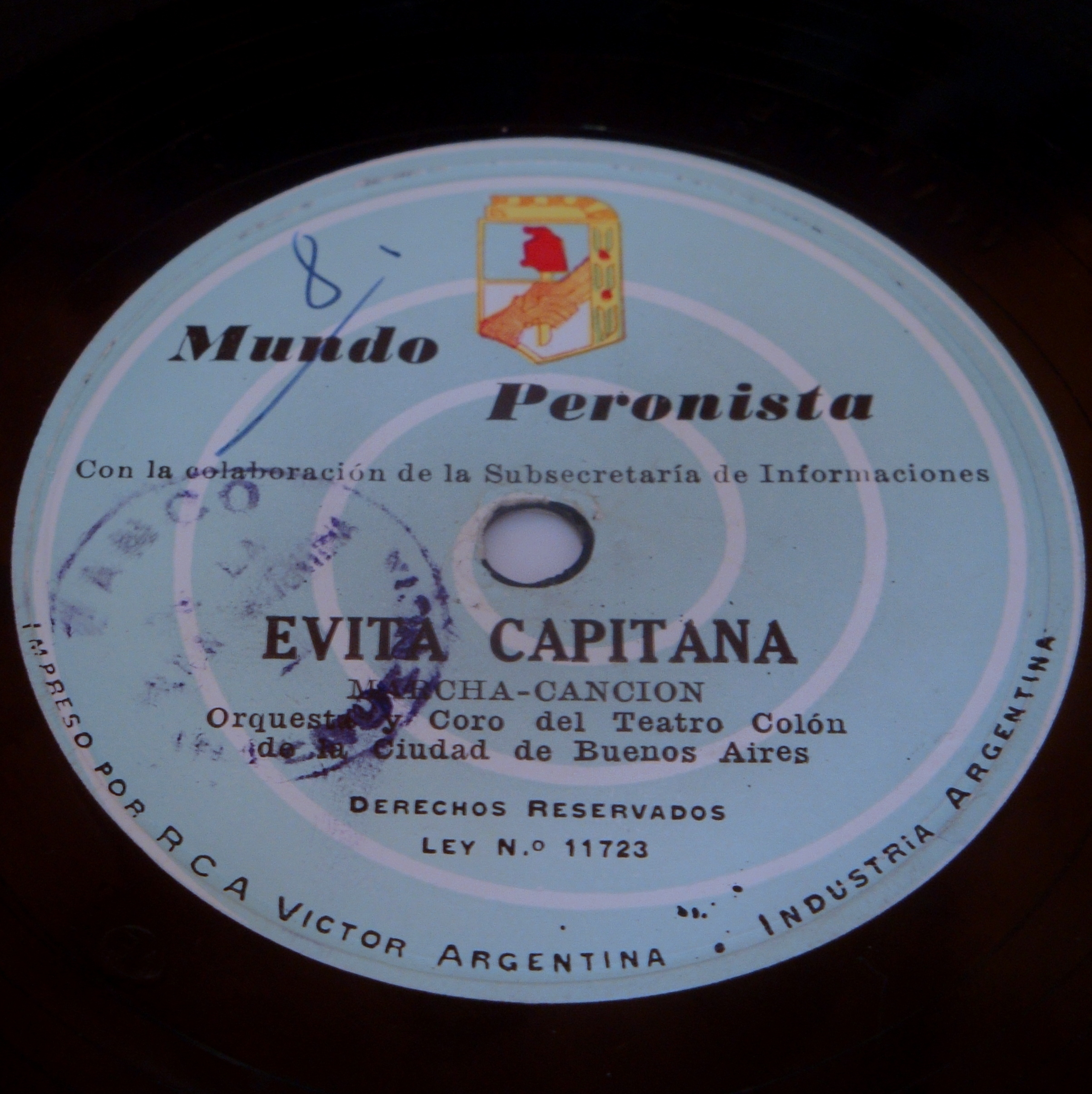
Evita capitana, editada en un disco de pasta de 1955.

Evita capitana es una marcha argentina utilizada frecuentemente por el denominado Partido Peronista Femenino durante sus actividades, reconocida como la versión femenina de Los muchachos peronistas. Fue entonada por primera vez en la provincia de Misiones en febrero del año 1950.
Si bien su autoría es desconocida, se ha señalado al pianista Rodolfo Sciamarella como posible autor. Ha sido interpretada, entre otros artistas, por Nelly Omar y Juanita Larrauri. En homenaje a Eva Perón, los torneos del Campeonato de Primera División de Argentina de la temporada 2012/13 se llamaron  Torneo Inicial 2012 «Eva Perón» y  Torneo Final 2013 «Eva Perón». La copa del primero de ellos llevó el nombre de «Copa Evita Capitana».

## Letra
Las muchachas peronistas
con Evita triunfaremos
y con ella brindaremos
nuestra vida por Perón
¡Viva Perón! ¡Viva Perón!
Por Perón y por Evita
la vida queremos dar.
Por Evita capitana
y por Perón General.
Eva Perón, tu corazón
nos acompaña sin cesar.
Te prometemos nuestro amor
con juramento de lealtad.
Las muchachas peronistas
por la patria lucharemos,
por la patria que queremos,
con Evita y con Perón.
¡Viva Perón! ¡Viva Perón!
Bandera justicialista
nuestra bandera será
para los Pueblos del mundo,
bandera de amor y paz.
Eva Perón, tu corazón
nos acompaña sin cesar.
Te prometemos nuestro amor
con juramento de lealtad.
Las muchachas peronistas
con Evita triunfaremos
y con ella brindaremos
nuestra vida por Perón.
¡Viva Perón! ¡Viva Perón!
Por Perón y por Evita
la vida queremos dar:
por Evita capitana
y por Perón General.
Eva Perón, tu corazón
nos acompaña sin cesar.
Te prometemos nuestro amor
con juramento de lealtad.